# Potelîci, Jovkva
Potelîci (în ucraineană Потелич) este localitatea de reședință a comunei Potelîci din raionul Jovkva, regiunea Liov, Ucraina.

## Demografie
Componența lingvistică a localității Potelîci
     Ucraineană (99,88%)
Conform recensământului din 2001, majoritatea populației localității Potelîci era vorbitoare de ucraineană (99,88%), existând în minoritate și vorbitori de alte limbi.